# Crónica de Saint-Maixent
A Crónica de Saint-Maixent é um conjunto de textos escritos em latim entre 751 e 1140 também conhecidos sob o nome de "crónica de Maillezais".
Ocupa os primeiros 207 fólios do manuscrito latim 4892 da Biblioteca Nacional de França.